# Jablánc
Jablánc (szlovákul: Jablonica) község Szlovákiában, a Nagyszombati kerületben, a Szenicei járásban.

## Fekvése
Szenicétől 9 km-re délkeletre fekszik, az 51-es és 501-es utak találkozásánál.

## Története
A honfoglalás után ez a vidék a Magyar Királyság határterülete volt, ahova a morva határ őrzésére székely határőröket telepítettek. 1116-ban határában csata zajlott, melyben a II. István vezette magyar sereg kiverte az országból a betörő cseh csapatokat. A tatárjárás után IV. Béla király a határokat megerősítve felépíttette Korlátkő várát, mely a vidék uradalmi központja lett.
A község első említése 1262-ből származik, amikor IV. Béla a villa Jobluncha néven említett települést a galgóci uradalom részeként Serefel nevű hívének adja. Nemsokára felépült a település temploma és plébániája, amely így a környék egyházi központja lett. 1578-ban a Nyáry család eladja itteni birtokát Pongrácz Gáspárnak és Apponyi Jánosnak. 1609-ben az elpusztult régi templom helyett új fatemplomot építettek. 1621. április 16-án Bethlen Gábor serege fosztotta ki a falut, majd 1623. október 23-án újra Bethlen serege pusztítja a Nagyszombattól Szakolcáig terjedő területet. 1663-ban az érsekújvári török helyőrség üt rajta a vidéken. Ekkor ég le a régi jablánci fatemplom is. 1687-ben Thököly Imre kuruc serege keríti hatalmába a területet. 1704-ben a falu határában fogta el Bercsényi a környék népének segítségével Ricsan labanc generálist. A háborús idők utáni békésebb időszak elősegítette a község gyors fejlődését. 1753-ban Jabláncon 21 kézművesmester működött, akik céhekbe tömörültek. 1866-ban kolerajárvány tombolt a faluban, mely számos áldozatot szedett.
Vályi András szerint "JABLONCZA. Mező Város Nyitra Várm. földes Urai több Uraságok, lakosai katolikusok, fekszik Szénásfaluhoz 1 mértföldnyire, ’s az Uraságnak jeles Kastéllyával, és szép Templomával díszesíttetik. Nevezetesíti az 1704dik esztendőbéli ütközet, mellyben Rákóczi győzedelmeskedék, határja jó termekenységű, vagyonnyai jelesek."
Fényes Elek szerint "Jabloncza, (Jablonicz), népes tót mv., Nyitra vármegyében, feje a korlátkői uradalomnak, melly 2 mvárosból és 4 helységből áll. Fekszik a Miava vize mellett, N. Szombathoz 2 1/2 mfldnyire, az innen Morvaországba vivő országutban. Táplál 1519 kath., 181 evang., 57 zsidó vagyonos lakosokat: kik a kendertermesztést s mesterségeket erősen űzik. Ékességére szolgál a kath. paroch. templom, a gr. Apponyi József csinos kastélya és kertje, s a két vendégfogadó. Határát a Fejér hegye hasítja keresztül, s ez nagyobb részt fejér homokos, de azért jól mivelt és meglehetős termékeny; topolyafenyőből álló erdeje derék. – F. u. a korlátkői uradalom, mellyet hajdan a Korlát nemzetség, most pedig a Lapsánczky családnak leányágon származó örökösei birnak. 1702-ben a Rákóczyiak megverték itt Ricsán cs. k. generálist."
A trianoni békeszerződésig Nyitra vármegye Szenicei járásához tartozott.

## Népessége
| Év:            | 1994. | 2004.   | 2014.   | 2024.   |
| -------------- | ----- | ------- | ------- | ------- |
| Emberek száma: | 2264  | 2279    | 2254    | 2222    |
| Eltérés:       |       | +0,66 % | -1,09 % | -1,41 % |

| Év:            | 2023. | 2024.   |
| -------------- | ----- | ------- |
| Emberek száma: | 2223  | 2222    |
| Eltérés:       |       | -0,04 % |

1880-ban 1997 lakosából 2 magyar, 158 német és 1748 szlovák anyanyelvű volt. Ebből 1617 római katolikus, 254 evangélikus és 126 izraelita vallású volt.
1890-ben 1872 lakosából 14 magyar és 1751 szlovák anyanyelvű volt.
1900-ban 2025 lakosából 102 magyar, 94 német, 4 horvát, 2 ruszin, 111 egyéb és 1759 szlovák anyanyelvű volt.
1910-ben 2195 lakosából 143 magyar és 1841 szlovák anyanyelvű volt.
1921-ben 2164 lakosából 15 magyar, 12 német, 20 zsidó és 2100 csehszlovák volt.
1930-ban 2251 lakosából 7 magyar és 2149 csehszlovák volt.
1991-ben 2303 lakosából 3 magyar és 2270 szlovák volt.
2001-ben 2261 lakosából 4 magyar és 2179 szlovák volt.
2011-ben 2254 lakosából 3 magyar és 2094 szlovák volt.
2021-ben 2258 lakosából 2 (+2) magyar, (+4) cigány, 2 (+1) ruszin, 2208 (+5) szlovák, 19 egyéb és 27 ismeretlen nemzetiségű volt.
| Lakosok száma | 2254 | 2235 | 2258 | 2222 |
|               | 2011 | 2017 | 2021 | 2024 |

## Neves személyek
- Itt élt Egry Antal mezőgazdász, gyümölcskertész.
- Itt szolgált és hunyt el Miskovics József római katolikus plébános.

## Nevezetességei

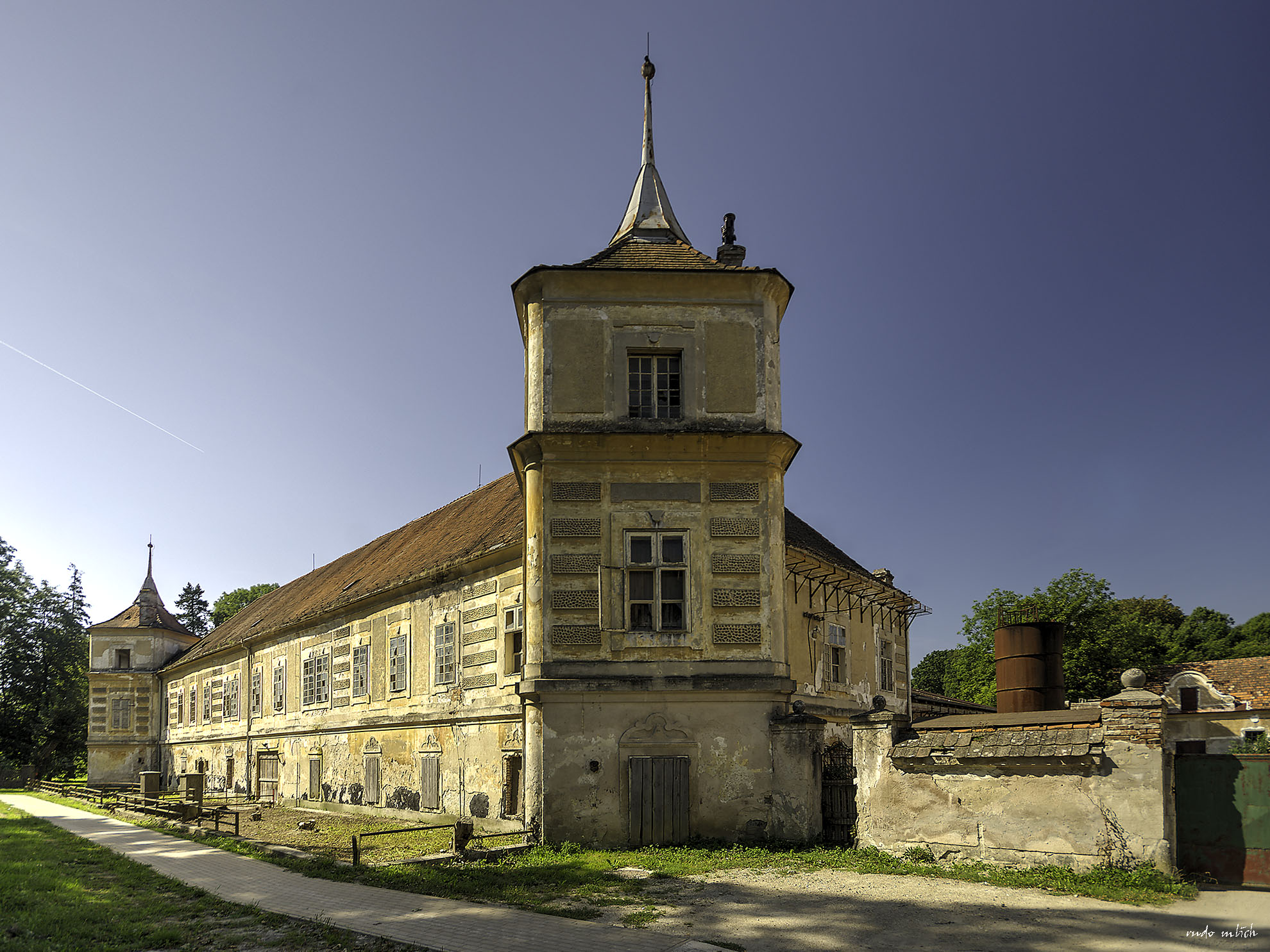
Kastély
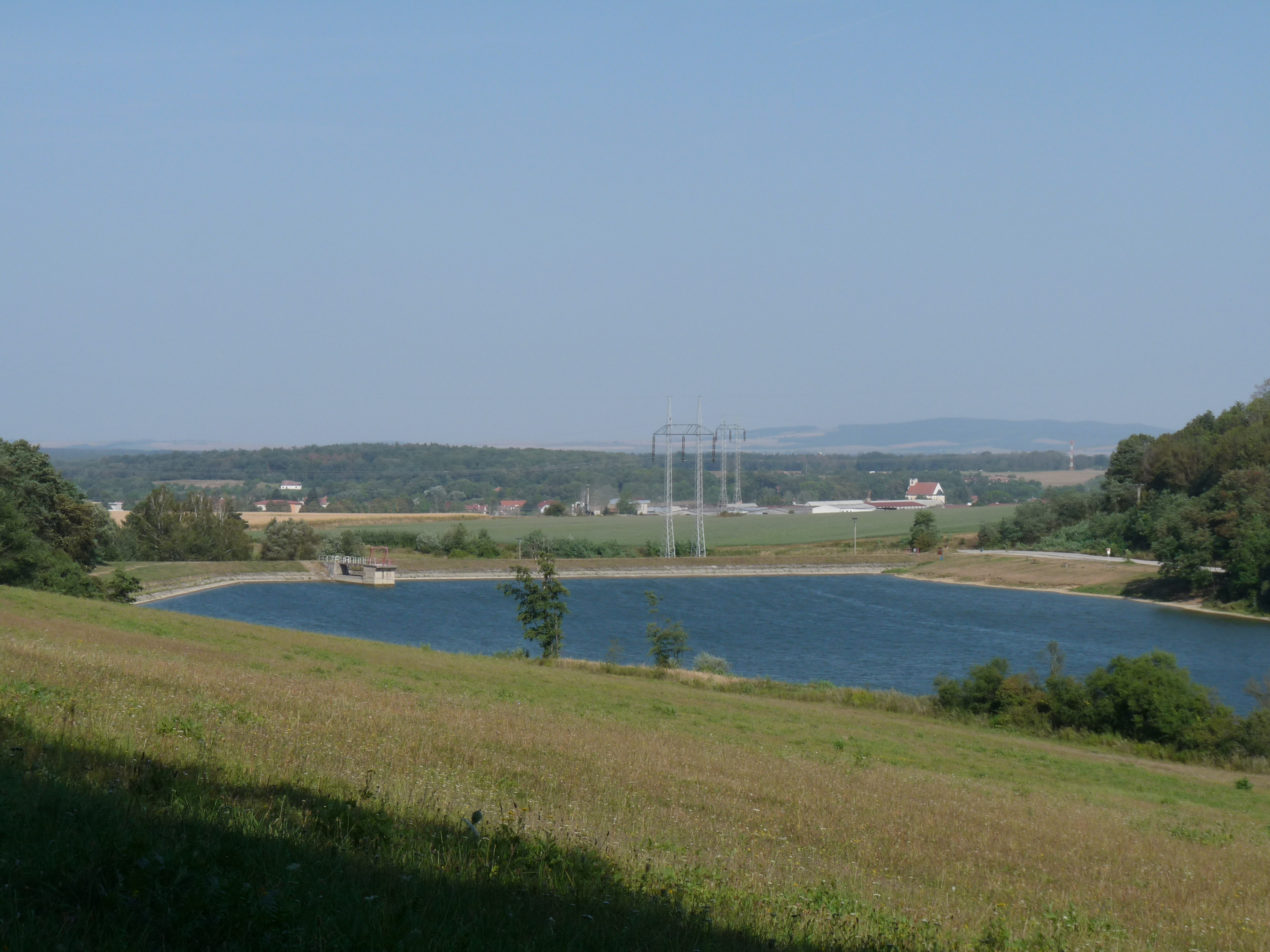
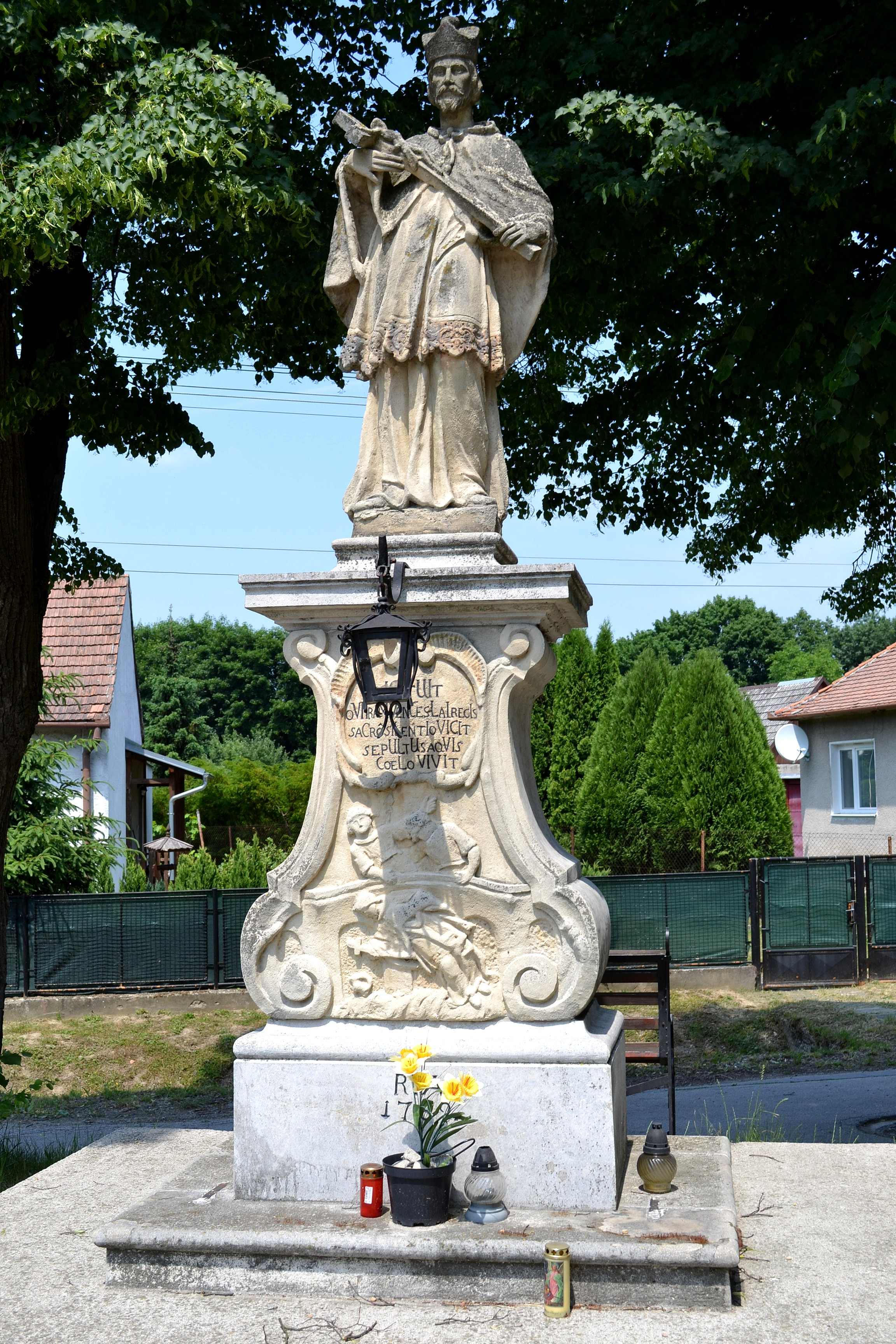
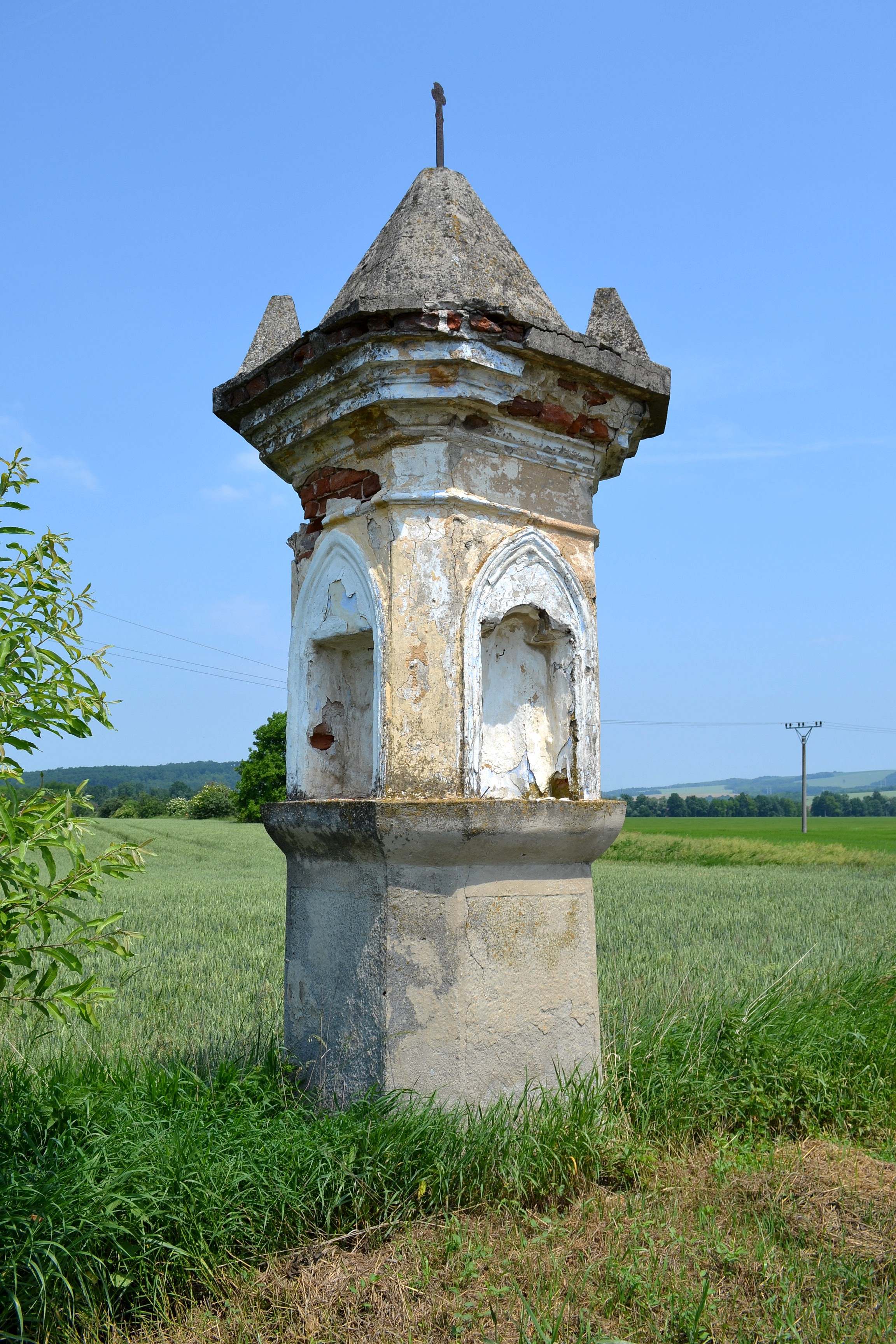
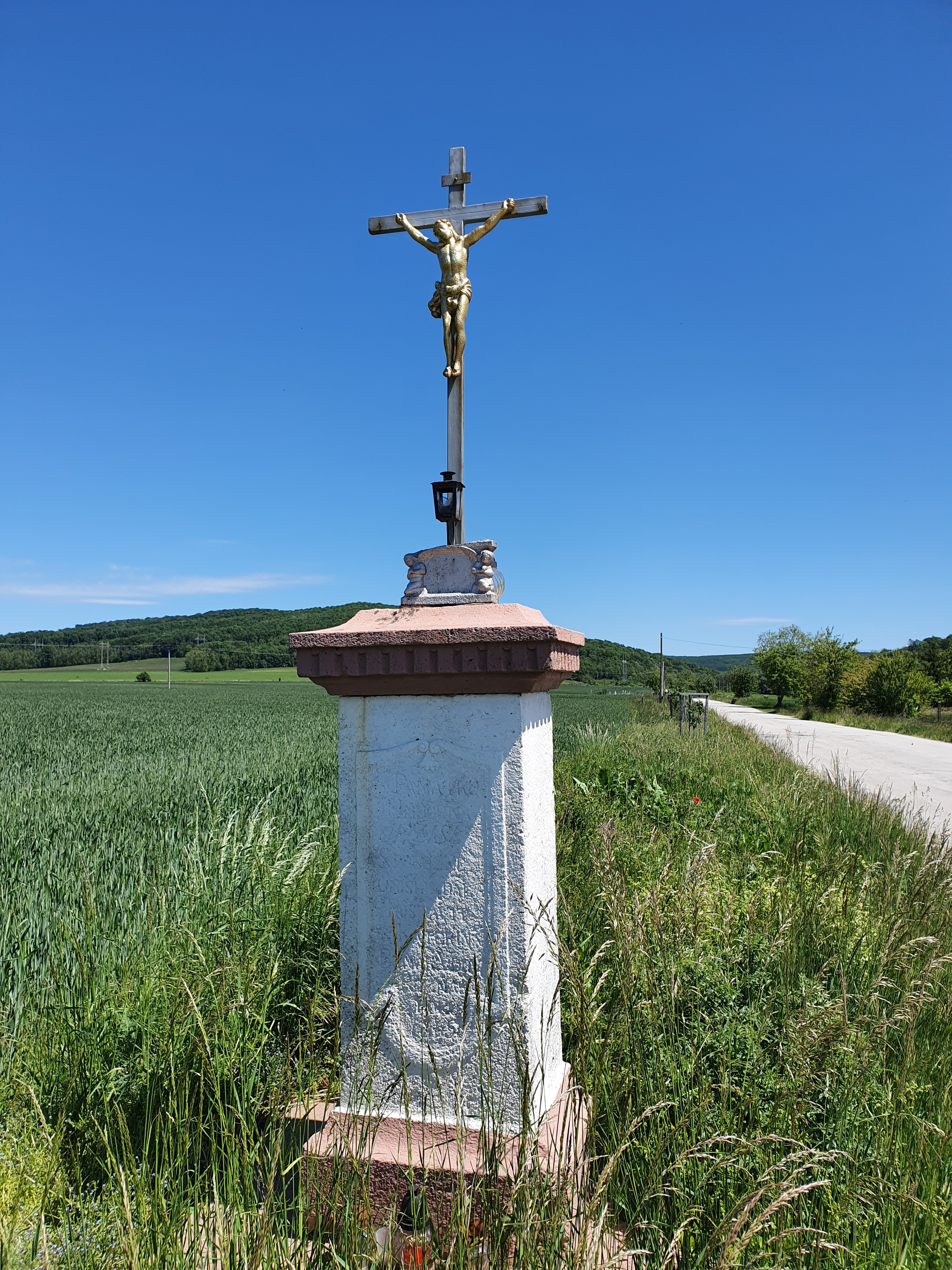
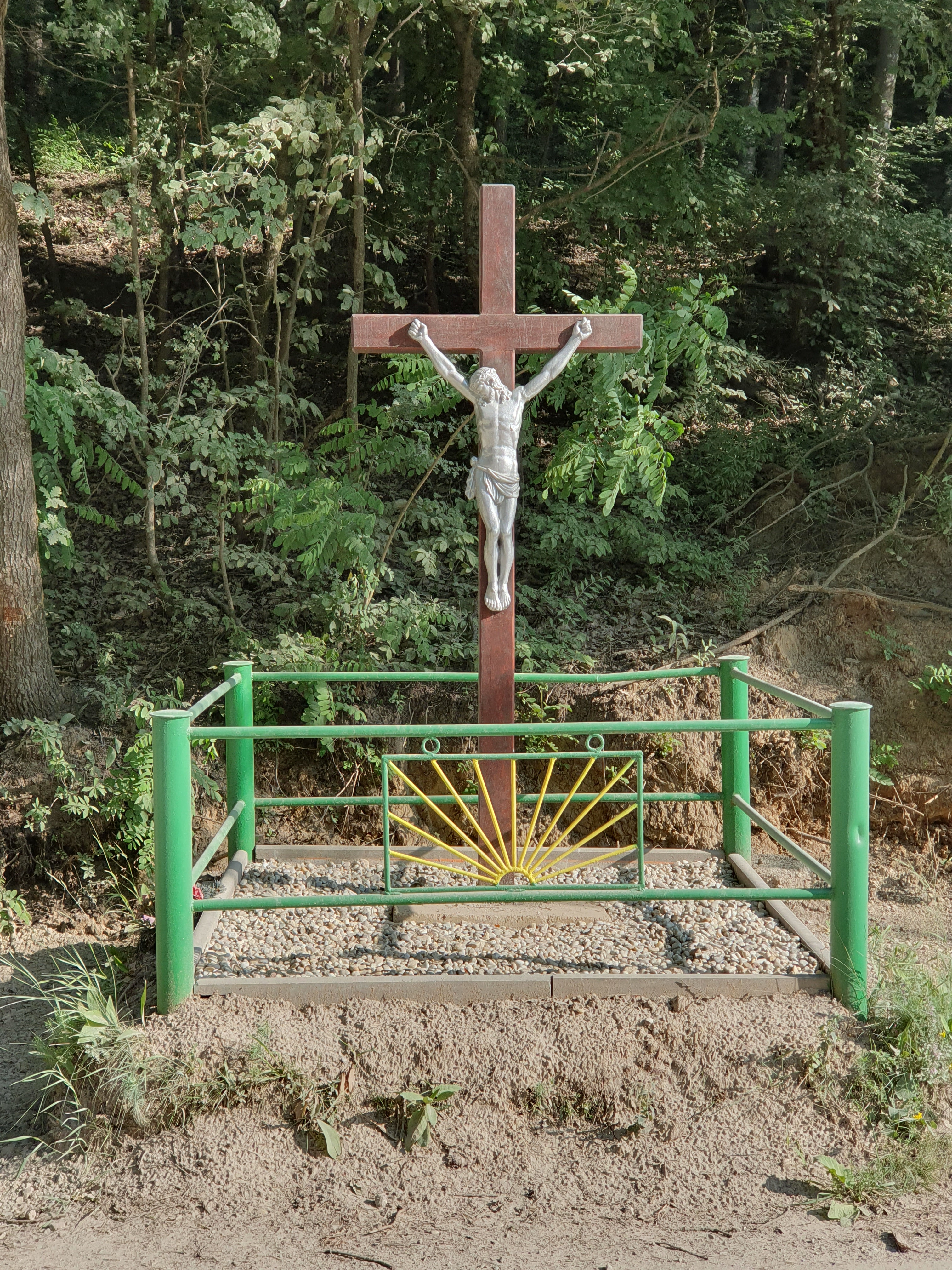
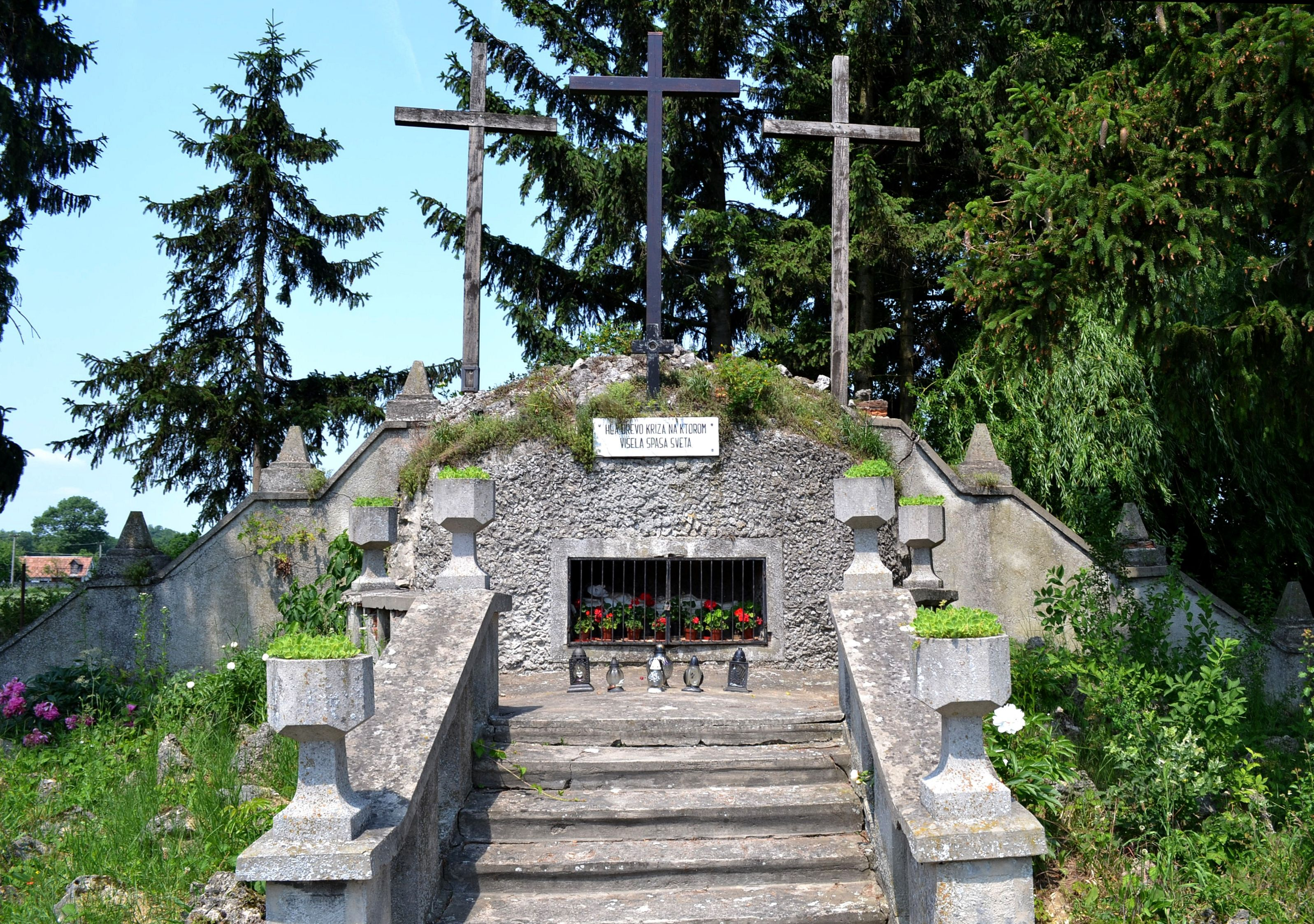
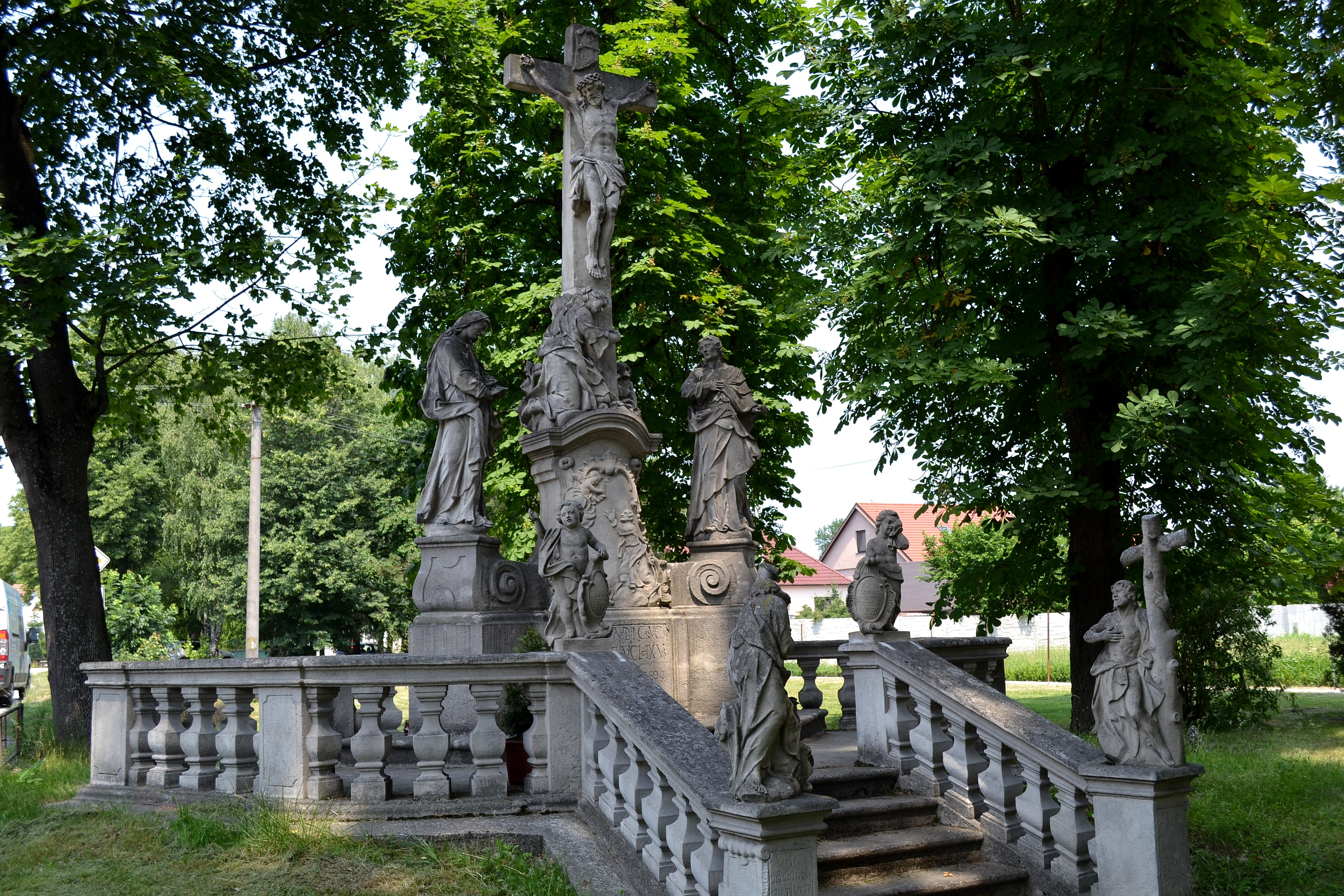
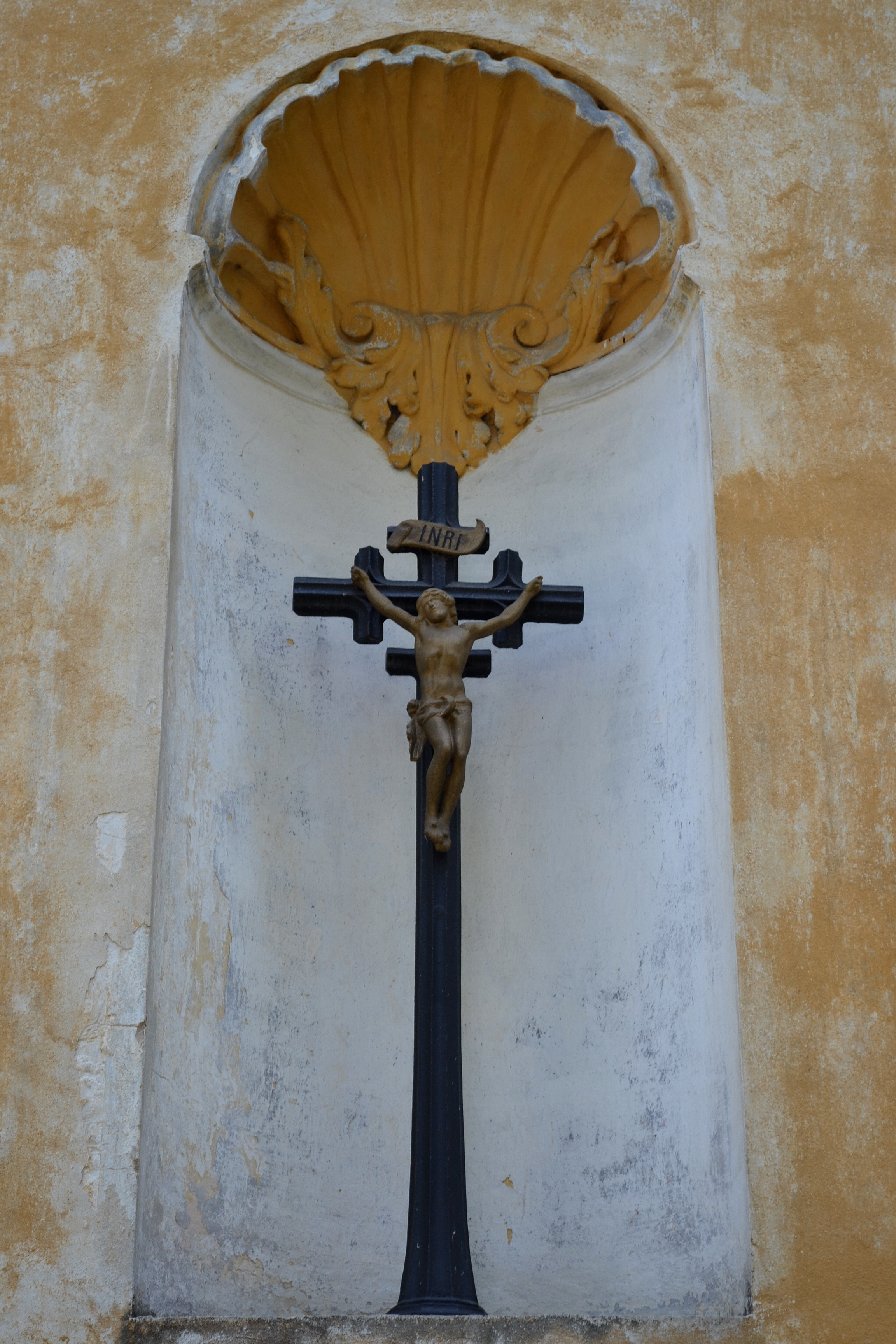

- Szent István király tiszteletére szentelt római katolikus templomát 1663-ban az Apponyiak építették. Mivel azonban ez idővel kicsinek bizonyult 1729 és 1736 között Korlátkői László felépítette a mai templomot. Az új templom felépültével a régit lebontották.
- Az egykori Apponyi-kastély 1663-ban épült a lerombolt korábbi kastély helyén. Az 1770-es években barokk-klasszicista stílusban építették át. 1897-ben megújították és részben átépítették.
- A barokk kálváriát 1758-ban a régi templom oltárának helyén építették fel.
- Nepomuki Szent János szobra 1721-ben készült.
- A Mária-oszlopot az 1866. évi kolerajárvány után építették.
- A falu fafaragásáról, hímzéséről, csipkeveréséről, a házak díszítéséről híres néprajzi központ.

## Külső hivatkozások
- Hivatalos oldal
- Községinfó
- Jablonica Szlovákia térképén
- E-obce.sk Archiválva 2008. február 7-i dátummal a Wayback Machine-ben